# 沁州
沁州，隋朝时设置的州。
隋朝开皇十六年（596年）置，大业初年废除。唐朝初年复置，天宝元年（742年）改名阳城郡，乾元元年（758年）复为沁州。五代十国时仍称沁州。宋朝时置威胜军。金朝时仍为沁州，户一万八千五十九。下领四县、一镇：铜鞮县、沁源县、武乡县、绵上县、南关镇。元朝时属于晋宁路，治所在铜鞮县，下领三县：铜鞮县、沁源县、武乡县。
明朝洪武二年（1369年），以州治铜鞮县省入，直属于行中书省。洪武九年（1376年），直属于山西承宣布政使司。万历二十三年（1595年）五月，改属汾州府。万历三十五年（1607年），复直属于山西承宣布政使司。清朝时，仍为沁州直隶州。1912年民国初始行政区划改革，沁州的核心成立沁县，废除沁州。
| 隋代行政区划变遷 | 隋代行政区划变遷 |
| 開皇16年 沁州    | 義寧元年 義寧郡  |
| ---------------- | ---------------- |
| 沁源县           |                  |
| 義寧县           | 和川县           |
| 銅鞮县           |                  |
| 綿上县           |                  |
| 安泽县           | -                |

| 唐朝沁州辖县 | 唐朝沁州辖县                                 |
| ------------ | -------------------------------------------- |
| 618年        | 沁源县、铜鞮县、和川县、绵上县               |
| 619年        | 沁源县、铜鞮县、和川县、绵上县（新设招远县） |
| 620年        | 沁源县、铜鞮县、和川县、绵上县（废除招远县） |
| 622年        | 沁源县、铜鞮县、和川县、绵上县               |
| 623年        | 沁源县、和川县、绵上县（铜鞮县改属韩州）     |
| 655年        | 沁源县、和川县、绵上县（铜鞮县来属）         |
| 659年        | 沁源县、和川县、绵上县（铜鞮县改属潞州）     |

唐朝沁州刺史
- 费曜（武德、贞观年间）
- 孟神庆（永徽初年）
- 高真行（650年—658年）
- 尔朱义琛（658年）
- 李元庆（显庆、龙朔年间）
- 李凤（664年，未任）
- 权知节（唐高宗时）
- 郑某（唐高宗时）
- 苏澄（武周初年）
- 郭依仁（武周时）
- 魏正见（武周时）
- 张希明（武周时）
- 裴仲将（唐中宗时）
- 杨执一（景龙年间）
- 李邕（710年）
- 魏靖（开元初年）
- 冯仁口（开元年间）
- 仙鼎（开元年间）
- 张去奢（730年—731年）
- 高崇德（开元年间）
- 阳城郡太守
- 马崇仙（794年之前）
- 徐现（贞元年间）
- 卢惮（805年）
- 裴行立（807年）
- 崔倜（元和年间）
- 乌重儒（元和末年）
- 王纵（会昌末年）
- 张汉瑜（唐昭宗时）
- 傅瑶（898年）
- 蔡训（901年）
- 盖璋（901年）
- 李存贤（唐末）

## 延伸阅读
[在维基数据编辑]
 《欽定古今圖書集成·方輿彙編·職方典·沁州部》，出自陈梦雷《古今圖書集成》